# Comuna Nîjnii Bîstrîi, Hust
Nîjnii Bîstrîi (în ucraineană Нижній Бистрий) este o comună în raionul Hust, regiunea Transcarpatia, Ucraina, formată din satele Nîjnii Bîstrîi (reședința), Protîven și Șîroke.

## Demografie
Componența lingvistică a comunei Nîjnii Bîstrîi
     Ucraineană (99,48%)
     Alte limbi (0,47%)
Conform recensământului din 2001, majoritatea populației comunei Nîjnii Bîstrîi era vorbitoare de ucraineană (99,48%), existând în minoritate și vorbitori de alte limbi.